# Tully Bevilaqua
Tully Louise Crook, coniugata Bevilaqua (Merredin, 19 luglio 1972), è un'ex cestista e allenatrice di pallacanestro australiana, professionista nella WNBA.
È omosessuale.

## Carriera
Con l'Australia ha disputato i Giochi olimpici di Pechino 2008 e due edizioni dei Campionati mondiali (2006, 2010).

## Palmarès
- Campionessa WNBA (2004)
- 4 volte WNBA All-Defensive First Team (2005, 2006, 2008, 2009)
- 2 volte WNBA All-Defensive Second Team (2007, 2010)